# Кинематична двойка
Кинематическата двойка, на английски: kinematic pair или на немски: Gelenk (Technik) представлява подвижно съединение на две тела, наречени звена и което позволява определено относително движение на едното спрямо другото. За всички видове кинематични двойки е необходим постоянен контакт между елементите, което се постига или с прилагането на определени сили или с определена геометрична форма на елементите. Кинематични двойки са карданната предавка и шарнирната връзка. Повърхността, линията или точката на звеното с която се опира да другото звено се нарича елемент на кинематичната двойка.

## Класификация
- Кинематичните двойки се делят на нисши и висши в зависимост от начина на контакт между звената:[1]
  - Низши: допирането между звената става по повърхност.
  - Висши: допирането става по линия или точка.

- Според броя на степените на подвижност кинематичните двойки се делят на пет класи.
  - едностепенно (постъпателно, въртящо се или винтово);
  - двустепенно (зъб в зъб);
  - тристепенно (сферично);
  - четиристепенно (цилиндър-плоскост);
  - петстепенно (сфера-плоскост).

## Основни форми
Основните форми на кинематичните двойки се различават по формата на звената на двойката, вида на относителнто движение между тях и степента на свобода на движение „f“. В една двойка могат да се комбинират въртене и плъзгане.
| Abbildungen von Gelenken |
| - Fig. 1: Линейно постъпателно водене, f = 1 - Fig. 2: Шарнирна връзка, f = 1 - Fig. 3: Винтово съединение, Движи се по винтовата линия, f = 1 - Fig. 5: Plattengelenk, Плъзгачът се плъзга праволинейно по равнината и перпендикулярно към това движение има въртеливо движение, f = 3 - Fig. 6: Drehschubgelenk, цилиндрична (възвратно-постъпателна) двойка. Плъзгаща се по оста и въртяща се по оста, f = 2 - Fig. 7: Сферичен шарнир, f = 3 (Сферична връзка между две разположени една срещу друга лагероващи повърхности) |